# Wolfsmelkfamilie
De wolfsmelkfamilie (Euphorbiaceae) is een familie van tweezaadlobbige planten. Het zijn meestal kruidachtige planten, maar in de tropen ook struiken, bomen en lianen. De familie komt op alle continenten voor van gematigde tot tropische gebieden.
De meeste soorten hebben melksap dat onder druk staat en bij beschadiging van de plant meteen uitvloeit. Het sap is meestal sterk tot dodelijk giftig en dient voor de plant als wondafdekking en bescherming tegen vraat. Vertegenwoordigers van deze familie in droge gebieden hebben een soortgelijke ontwikkeling ondergaan als de cactusfamilie: ze zijn succulent (slaan water op) en hebben doornen.
De familie heeft een aantal economisch belangrijke soorten: de wortels van de maniok (Manihot esculenta) leveren cassavemeel, uit de Braziliaanse rubberboom (Hevea brasiliensis) wordt rubber getapt. De bonen van de wonderboom (Ricinus communis) leveren wonderolie en het uiterst giftige ricine. Veel soorten worden als sierplant gebruikt, bijvoorbeeld de kerstster (Euphorbia pulcherrima) en Euphorbia ingens.
In Nederland komen de geslachten Euphorbia (geslacht Wolfsmelk) en Mercurialis (geslacht Bingelkruid) voor. Een enkele keer wordt Ricinus verwilderd gevonden.
In Nederland komen o.a. de volgende soorten voor:
- Tuinbingelkruid (Mercurialis annua)
- Bosbingelkruid (Mercurialis perennis)
- Amandelwolfsmelk (Euphorbia amygdaloides)
- Cipreswolfsmelk (Euphorbia cyparissias)
- Kleine wolfsmelk (Euphorbia exigua)
- Kroontjeskruid (Euphorbia helioscopia)
- Kustwolfsmelk (Euphorbia portlandica)
- Moeraswolfsmelk (Euphorbia palustris)
- Zeewolfsmelk (Euphorbia paralias)
- Tuinwolfsmelk (Euphorbia peplus)
- Brede wolfsmelk (Euphorbia platyphyllos)
- Kleurige wolfsmelk (Euphorbia polychroma)
- Zandwolfsmelk (Euphorbia seguieriana)
- Kruisbladige wolfsmelk (Euphorbia lathyris)

Er is een groot verschil tussen de wolfsmelkfamilie in het Cronquist-systeem (1981), ondergebracht in de orde Euphorbiales en die in het APG II-systeem (2003), ondergebracht in de orde Malpighiales. De familie bij Cronquist is veel groter dan die bij APG, dat diverse nieuwe families heeft afgesplitst: zie Phyllanthaceae, Picrodendraceae, Putranjivaceae (en nog recenter Peraceae). Eerder werd al de familie Pandaceae afgesplitst.
De familie telt bijna 6000 soorten in meer dan 200 geslachten, waarvan de voornaamste zijn:
- Acalypha, Cnidosculus, Croton, Dalechampia, Homonoia , Jatropha (Jatropha cuneata, Jatropha curcas), Mabea, Macaranga, Mallotus, Manihot, Tragia

Recent moleculair onderzoek laat zien dat de familie Rafflesiaceae is ontstaan vanuit de wolfsmelkfamilie, en daar misschien bij ingevoegd zou kunnen gaan worden.